# John C. Stennis Space Center
Koordinaten: 30° 22′ N, 89° 36′ W

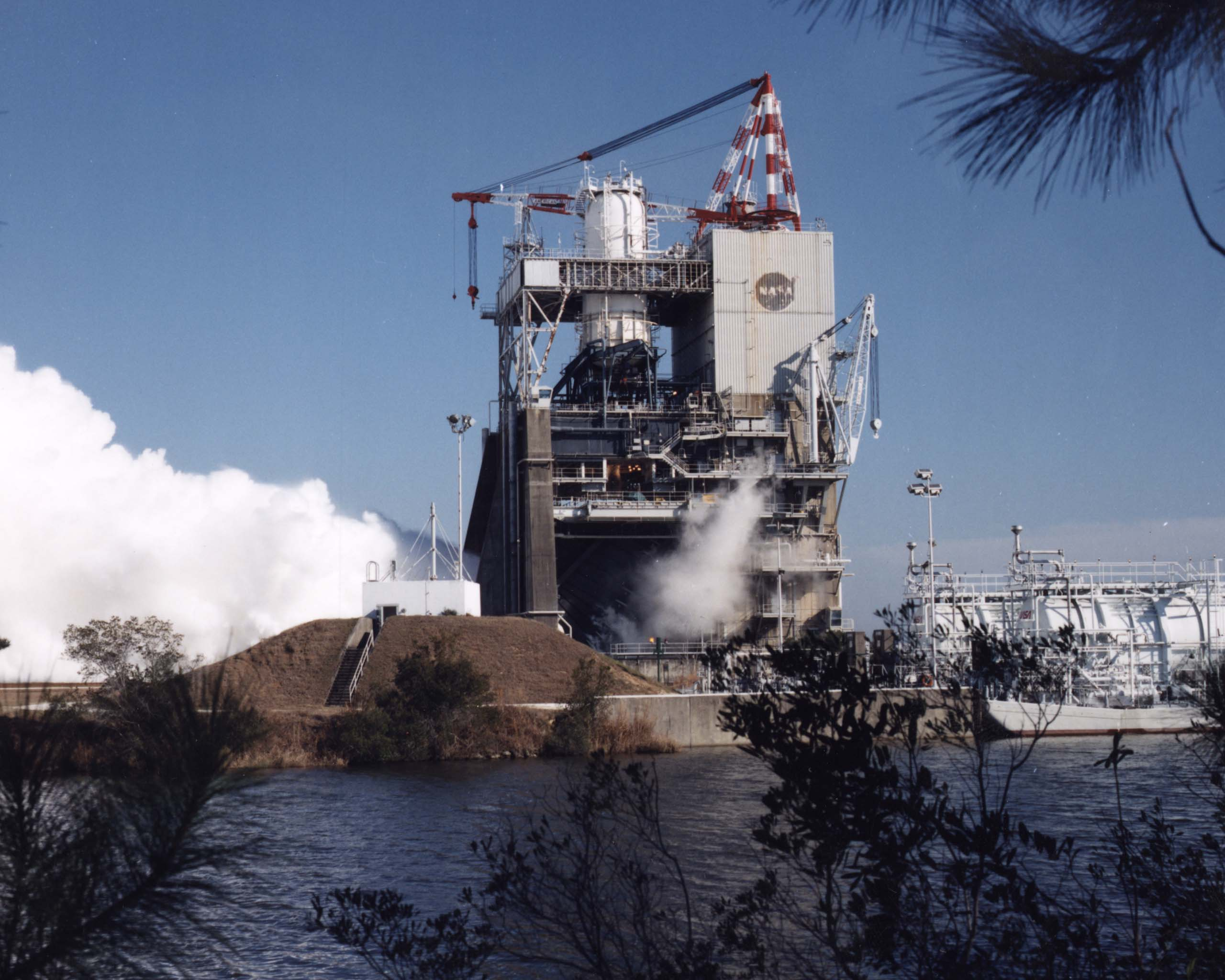
Test des Space-Shuttle-Haupttriebwerks auf dem Prüfstand A-1

Das John C. Stennis Space Center (SSC) ist die größte Einrichtung zum Test von Raketenmotoren, die die NASA betreibt. Es liegt in Hancock County (Mississippi) an der Grenze zwischen den US-Bundesstaaten Mississippi und Louisiana.

## Geschichte
Die Bauarbeiten auf dem 55 km² großen Areal begannen im Oktober 1961. Hier wurden die Raketenantriebssysteme für das Apollo-Programm getestet. Seit 1975 konzentrierte man sich dann auf die Triebwerke für die Space Shuttle, und in den 1990ern wandte man sich schließlich experimentellen Antriebsarten zu. Der Hybridantrieb des SpaceShipOne wurde beispielsweise hier erprobt.
Die Einrichtung wurde in ihrer kurzen Geschichte mehrfach umbenannt. Aus der Mississippi Test Facility (1965) wurden die National Space Technology Laboratories (1974). 1988 erhielt das Center seinen heutigen Namen zu Ehren des langjährigen Senators von Mississippi, John C. Stennis, der das US-Raumfahrtprogramm stets unterstützte.

## Organisation
Untergebracht sind auf dem Areal u. a.
- Das National Oceanic and Atmospheric Administration’s National Data Buoy Center
- Ein Standort des Naval Research Laboratory
- Das Lockheed Martin Mississippi Space and Technology Center
- Das Naval Meteorology and Oceanography Command
- Die Naval Small Craft Instruction and Technical Training School (NAVSCIATTS), eine Ausbildungseinrichtung des Naval Special Warfare Center (NSWC) der US Navy
- Das Special Boat Team 22 der US Navy, eine Spezialeinheit für Binnengewässerkriegführung, die dem Naval Special Warfare Command untersteht
- Das High Performance Visualization Center der University of Southern Mississippi
- Relativity Space